# Allied Quality Assurance Publications
Die Allied Quality Assurance Publications (AQAP) sind Normen für Qualitätssicherungssysteme, die von der NATO entwickelt wurden. Diese Normen sind fester Bestandteil bei allen Aufträgen, die im militärischen Bereich vergeben werden.
Die aktuelle Ausgabe dieser Normen sind die 2. Ausgabe der AQAP 2000-Reihe, welche die 1. Ausgabe und die AQAP-100 Reihe ersetzt haben.
Die AQAP-2000 Reihe besteht aus den Leitfäden AQAP 2000 und AQAP 2009 sowie den vertraglichen Qualitätssicherungsanforderungsdokumenten AQAP 2110 bis AQAP 2131 und diversen anderen AQAP.

## Relevante Normen
- AQAP 2000:2009 (3. Ausgabe) NATO-Grundsätze für einen systemintegrierenden Qualitätssicherungsansatz während des gesamten Lebenszyklus
- AQAP 2009:2010 (3. Ausgabe) NATO-Leitfaden für die Anwendung der AQAP-2000-Reihe
- AQAP 2070:2009 (2. Ausgabe) NATO-Prozess der gegenseitigen Güteprüfung
- AQAP 2105:2009 (2. Ausgabe) NATO-Anforderungen für Qualitätsmanagementpläne
- AQAP 2110:2009 (3. Ausgabe) NATO-Qualitätssicherungsanforderungen für Entwicklung, Konstruktion und Produktion
- AQAP 2120:2009 (3. Ausgabe) NATO-Qualitätssicherungsanforderungen für Produktion
- AQAP 2130:2009 (3. Ausgabe) NATO-Qualitätssicherungsanforderungen für Prüfung und Test
- AQAP 2131:2006 (2. Ausgabe) NATO-Qualitätssicherungsanforderungen für Endprüfung
- AQAP 2210:2006 (1. Ausgabe) NATO-Zusatzforderungen zu AQAP 2110 für die Qualitätssicherung bei Software
- AQAP 2310:2013 (Ausgabe A Version 1) NATO-Qualitätsmanagementanforderungen für Auftragnehmer im Bereich der Luft-, Raumfahrt und Rüstung

## AQAP 2000
Die AQAP 2000 beschreibt die "NATO-Grundsätze für einen systemintegrierenden Qualitätssicherungsansatz während des gesamten Lebenszyklus".

## AQAP 2009
Die AQAP 2009 beschreibt den "NATO-Leitfaden für die Anwendung der AQAP-2000-Reihe".

## AQAP 2070
Die AQAP 2070 beschreibt den "NATO-Prozess der gegenseitigen Güteprüfung".

## AQAP 2105
Die AQAP 2105 beschreibt die "NATO-Anforderungen für Qualitätsmanagementpläne".

## AQAP 2110
Die AQAP 2110 beschreibt die "NATO-Qualitätssicherungsanforderungen für Entwicklung, Konstruktion und Produktion".

## AQAP 2120
Die AQAP 2120 beschreibt die "NATO-Qualitätssicherungsanforderungen für Produktion".

## AQAP 2130
Die AQAP 2130 beschreibt die "NATO-Qualitätssicherungsanforderungen für Prüfung und Test".

## AQAP 2131
Die AQAP 2131 beschreibt die "NATO-Qualitätssicherungsanforderungen für Endprüfung".

## AQAP 2210
Die AQAP 2210 beschreibt die "NATO-Zusatzforderungen zu AQAP 2110 für die Qualitätssicherung bei Software".

## AQAP 2310
Die AQAP 2310 beschreibt die "NATO-Qualitätsmanagementanforderungen für Auftragnehmer im Bereich der Luft-, Raumfahrt und Rüstung".